# Миллер, Алекс (политик)
А́лекс Ми́ллер (ивр. אלכס מילר‎, род. 4 апреля 1977, Москва) — израильский политик, депутат Кнессета 17-го, 18-го и 19-го созывов от фракции «Наш дом — Израиль» («НДИ»). Председатель Управления Гистадрута по работе с репатриантами и взаимодействию с национальными учреждениями Государства Израиль. Заместитель председателя Офиса по связям с Кнессетом и правительством Гистадрута. Председатель Совета директоров общеобразовательной сети «Амаль». Член Совета директоров Компании центров культуры и спорта.

## Биография
Алекс Миллер родился 4 апреля 1977 года в Москве. В 1992 году репатриировался с родителями в Израиль. Служил в Армии обороны Израиля. Получил степень бакалавра по специальности преподавателя электронике в Академическом Колледже в Тель-Авиве, и степень магистра общественно-политических наук в Тель-Авивском университете.

### Общественная работа
- Председатель объединения студентов в академическом колледже «Орт Тель-Авив»
- Заместитель председателя израильского объединения студентов[1]
- Председатель штаба молодого поколения партии «Наш дом — Израиль»

### Карьера в партии и политике
На выборах 2006 года в партийном списке партии «Наш дом — Израиль» Алекс Миллер баллотируется в Кнессет 17-го созыва и становится депутатом Кнессета. После выборов 2009 год Алекс продолжил свою работу в кнессете 18-го созыва.

### В кнессете
- Кнессет 17

С 17 апреля 2006 год по 24 февраля 2009 года
- Кнессет 18

С 24 февраля 2009 года

### Фракции
- Кнессет 17 «Наш дом — Израиль»
- Кнессет 18 «Наш дом — Израиль»
- Кнессет 19 «Наш дом — Израиль»

### Должности в президиуме кнессета
- Кнессет 18
  - Вице-спикер

### Деятельность в комиссиях
- Кнессет 17
  - Член комиссии по экономике
  - Член законодательной комиссии
  - Исполняющий обязанности в комиссии по иностранным делам и безопасности
  - Председатель подкомиссии по альтернативной энергии
  - Исполняющий обязанности председателя подкомиссии по вопросам высшего образования и платы за обучение в высших учебных заведениях.
  - Член комиссии по образованию, культуре и спорту
  - Член комиссии по науке и технологии
  - Член комиссии по правам ребёнка
  - Член парламентской следственной комиссии по вопросу прослушиваний
- Кнессет 18
  - Председатель подкомиссии по вопросу мелкого и среднего бизнеса
  - Член финансовой комиссии
  - Член комиссии по образованию, культуре и спорту
  - Член совместной комиссии по бюджету кнессета

### Другие должности в кнессете
- Кнессет 17
  - Председатель лобби в поддержку высоких технологий в Израиле
  - Председатель лобби школьников и студентов
  - Член лобби в пользу Иерусалима
  - Член лобби в интересах общества и окружающей среды
  - Член общественного лобби
  - Член лобби за продвижение гражданского общества в Израиле
  - Член лобби по борьбе с насилием и преступностью
- Кнессет 18
  - Председатель лобби школьников и студентов
  - Член лобби в защиту мелкого и среднего бизнеса
  - Член лобби для продвижения образования
  - Член лобби для продвижения спорта в Израиле
  - Член лобби в кнессете для продвижения контактов с христианскими общинами в мире
  - Член лобби в пользу солдат резервистов
  - Член лобби в поддержку высоких технологий в Израиле
  - Член лобби по культуре
  - Член лобби в пользу города Тель-Авив
  - Член лобби в пользу местных властей

### Карьера в Гистадруте
18 января 2021 года Алекс Миллер был назначен на должность председателя Совета директоров общеобразовательной сети «Амаль». 14 сентября 2022 года решением Совета Гистадрута он назначен на должность председателя Управления Гистадрута по работе с репатриантами и взаимодействию с национальными учреждениями Государства Израиль.

## Личная жизнь
Миллер разведён, имеет двух детей. Живёт в городе Ришон ле-Цион.